# Ordine del Cristo (Portogallo)

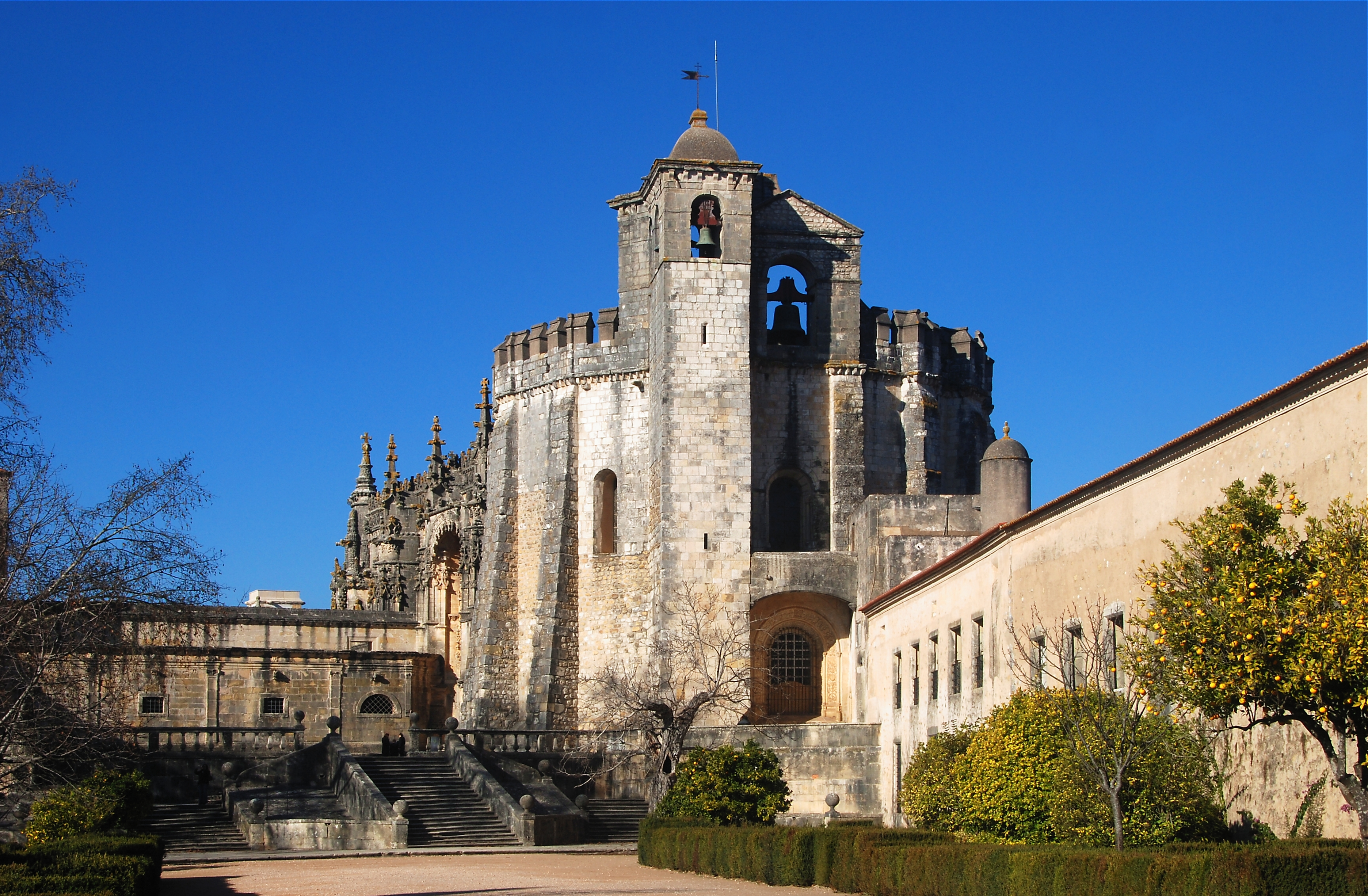
Il convento dell'Ordine di Cristo a Tomar, nel Portogallo centrale.

L'Ordine Militare di Cristo (pt. Ordem Militar de Nosso Senhor Jesus Cristo ), prima del 1910 Ordine Militare Reale di Nostro Signore Gesù Cristo (pt. Real Ordem Militar de Nosso Senhor Jesus Cristo ) e prima ancora Ordine dei Cavalieri di Nostro Signore Gesù Cristo (pt. Ordem dos Cavaleiros de Nosso Senhor Jesus Cristo), è un ordine cavalleresco del Regno del Portogallo che trae la sua eredità dall'ordine dei Cavalieri templari aboliti il 22 marzo 1312 dalla bolla pontificia Vox in excelso del papa Clemente V. L'Ordine di Cristo fu fondato nel 1319, con la protezione del re portoghese, Dionigi che rifiutò di perseguire e perseguitare gli ex-templari com'era invece avvenuto nella maggior parte degli altri stati sovrani sotto l'influenza politica della Chiesa cattolica.
Fortemente influenzato da Filippo IV di Francia, il papa Clemente aveva fatto annientare i Templari in tutta la Francia e in gran parte dell'Europa con l'accusa di eresia. Re Dionigi fece rivivere i Templari di Tomar come il nuovo nome di "Ordine di Cristo", soprattutto per il loro aiuto durante la Reconquista e nella ricostruzione del Portogallo dopo le guerre. Dionigi negoziò con il successore di Clemente, il papa Giovanni XXII, il riconoscimento del nuovo ordine e il suo diritto di ereditare i beni e le proprietà dei Templari. Ciò fu concesso con bolla pontificia, Ad ea ex quibus, il 14 marzo 1319.
Esiste anche un parallelo Ordine supremo del Cristo della Santa Sede e un Ordine Imperiale del Cristo della Casa di Orléans-Braganza.

## Storia

### I precursori dell'Ordine: la fondazione del monastero di Tomar
I Templari vennero a formarsi nel 1118 e presto ottennero molte commende in tutta Europa per supportare il loro operato in Terrasanta e si insediarono anche in Portogallo nel 1128, il primo Paese ove ottennero piena libertà.

Pianta della Chiesa, della casa capitolare e della Charola del convento di Tomar

Don Gualdim Pais, Maestro provinciale dell'Ordine del Tempio in Portogallo, diede disposizioni per la costruzione del Convento de Cristo nel 1160 presso la città di Tomar, in Portogallo. Secondo la tradizione popolare egli scelse il luogo dell'edificazione su ispirazione e dopo molti progetti, su una collina tra il fiume Fria e il canyon di San Gregorio. Il Convento de Cristo che ancora oggi si trova in quella posizione è un chiaro testamento dell'abilità architettonica templare.
La chiesa ottagonale venne ispirata dalla Cupola della Roccia, il tempio islamico presente in Gerusalemme, usato dai Templari come base delle loro operazioni in Terrasanta. La Casa della Roccia è posta sul Monte del Tempio, dove era presente il Tempio di Gerusalemme prima della sua distruzione nel 70 d.C., e i Templari erano convinti che la Cupola della Roccia fosse la parte restante dell'antico tempio e come tale da esso fecero derivare il loro nome. L'Ordine incluse quindi l'ottagono nella propria simbologia e come tale esso venne riproposto anche all'interno dell'architettura templare. Altro modello fu certamente la Basilica del Santo Sepolcro sempre a Gerusalemme. il sepolcro stesso di Cristo si trova in un'elaborata struttura di forma rotonda-ottagonale.
Il 13 luglio 1190, il sultano almohade Abu Yusuf Ya'qub al-Mansur pose sotto i Templari a Tomar, un assedio che però fu rovinoso per gli attaccanti e dimostrò nel contempo la potenza militare dei Templari. Pais morì nel 1195 dopo cinquant'anni di governo in Portogallo.

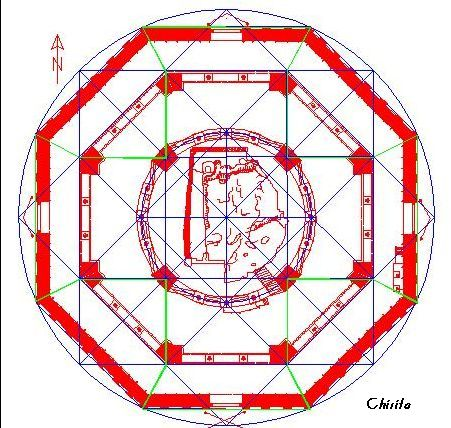
Planimetria del Tempio di Salomone e alcune delle sue linee di costruzione che possono essere serviti come ispirazione per l'architettura dei Templari

### La soppressione templare e la nascita dell'Ordine del Cristo
Dopo la soppressione dei Templari a opera del papa Clemente nel 1312, il re Dionigi del Portogallo diede disposizioni per la creazione di un nuovo ordine che li rimpiazzasse nel suo reame. Egli istituì pertanto la Militia Christi sotto il patronato di san Benedetto da Norcia nel 1317 (altre fonti riportano la data del 14 agosto 1318) e il papa Giovanni XXII approvò tale ordine con la bolla pontificia Ad ea ex quibuis, riservandosene comunque il conferimento.
Dopo quattro anni di negoziati Giovanni XXII emanò una nuova bolla con la quale autorizzò il re Dionigi a ottenere il passaggio di tutti i beni dei Templari al nuovo ordine nel 1323. I cavalieri dell'Ordine dovevano professare i voti di povertà, castità e obbedienza. Non è chiaro se molti templari abbiano proseguito la loro attività cavalleresca nel nuovo ordine anche se molti storici sono favorevoli a questa tesi. Il primo Gran Maestro del nuovo ordine, don Gil Martins, era stato anche cavaliere dell'Ordine Militare di San Benedetto d'Avis, dando così origine de facto a due rami indipendenti della medesima onorificenza, l'uno del governo portoghese e l'altro dello stato pontificio.
L'Ordine del Cristo ebbe la propria sede dapprima a Castro Marim, nell'Algarve (Diocesi di Faro). Nel 1357 l'Ordine venne spostato nel villaggio di Tomar, presso Santarém, già sede dei templari in Portogallo (altre fonti citano questo spostamento nel 1366 sotto il 6ª Gran Maestro, don Nuno Rodrigues).

### L'Ordine del Cristo sotto Enrico il Navigatore

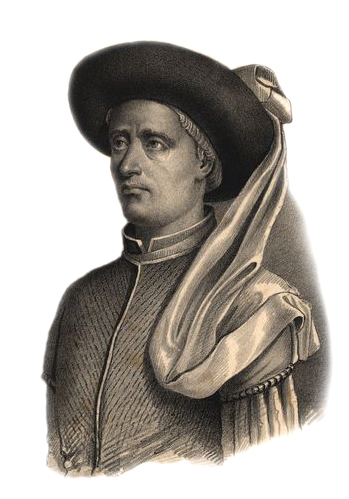
Enrico il Navigatore

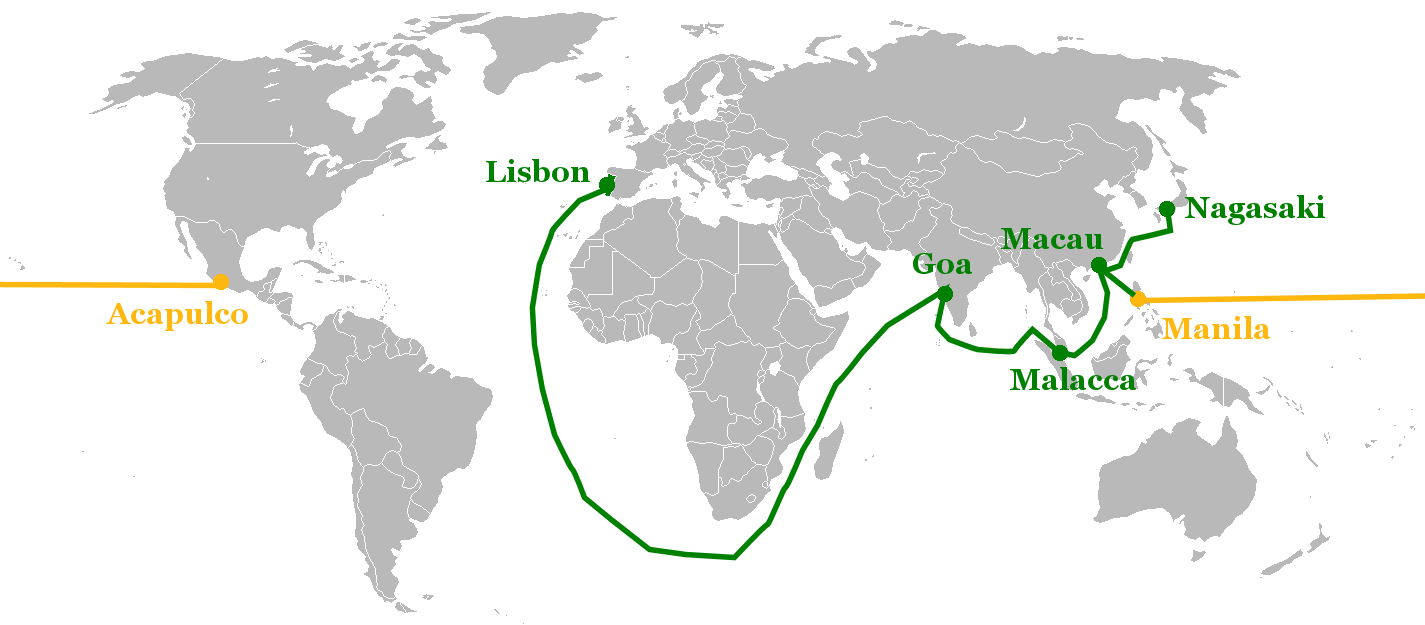
La mappa mostra la posizione di Macao e le rotte commerciali portoghesi e spagnoli nel suo periodo più florido (fine del XVI secolo e principi del XVII secolo).

Quadro d'epoca mostra le caravelle portoghesi che esplorano i mari sconosciuti (attuale costa brasiliana nel 1519).

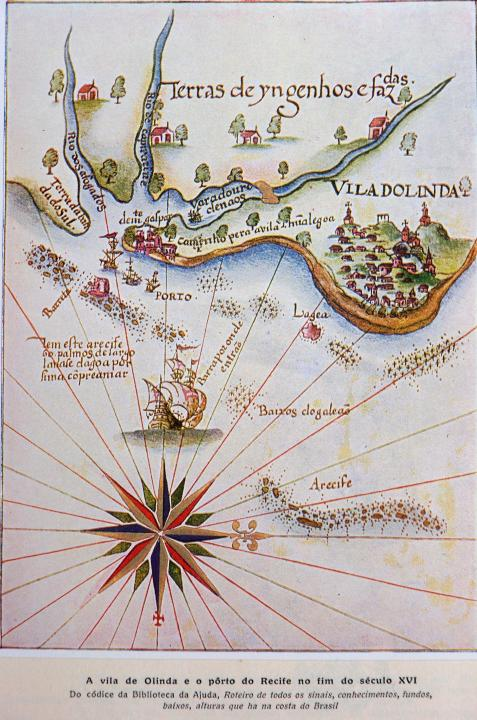
La città di Olinda e il porto di Recife alla fine del Cinquecento.

Dopo il 1417, su richiesta del re Giovanni I del Portogallo al papa, il principe Enrico il Navigatore (1417–1460) divenne Gran Maestro dell'Ordine. Egli era nato nel 1393, terzo figlio del re Giovanni del Portogallo. A quel tempo Duarte I e Alfonso V erano coreggenti del trono portoghese. Nel 1433 il re Duarte I diede all'Ordine lo status di "Sovrano" non solo sui territori che già erano in suo possesso, ma anche degli altri che sarebbero seguiti per donazioni o conquiste. Il papa Callisto III nel 1455 confermò che Alfonso V avrebbe esteso la propria giurisdizione temporale acquisendo tre nomine episcopali nell'area governata dall'Ordine. Nel 1460 il re Alfonso V garantì ai Cavalieri dell'Ordine del Cristo il 5% delle rendite delle terre africane del regno del Portogallo. Con il denaro dell'Ordine, dunque, il principe Enrico il Navigatore organizzò la prima scuola per navigatori a Sagres, preparando la via alla supremazia marittima portoghese che porterà alle grandi esplorazioni cinquecentesche.

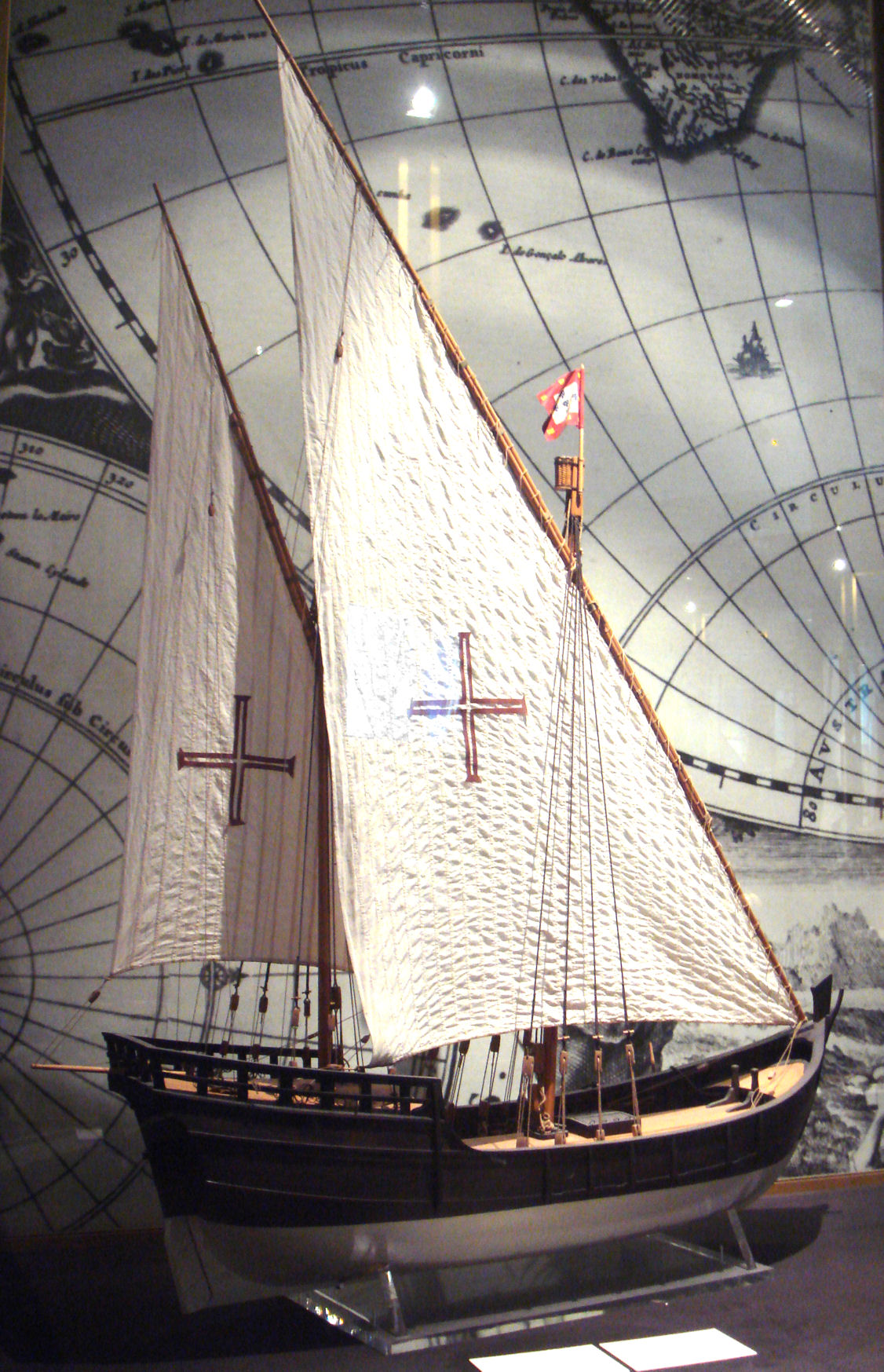
Una caravella portoghese decorata con l'arme dell'Ordine.

Dopo Enrico il gran magistero venne mantenuto entro le personalità della famiglia reale. Enrico colonizzò le Azzorre e Madera. Durante la sua reggenza, vennero costruiti due chiostri gotici del convento di Tomar e con lui difatti iniziò un vero periodo d'oro per l'Ordine. Enrico era duca di Viseu ma anche membro dell'Ordine della Giarrettiera, uno dei più in vista di sempre.

### L'Ordine del Cristo dopo Enrico il Navigatore
Il principe Enrico venne succeduto alla reggenza del gran magistero dell'Ordine dal principe Ferdinando, figlio del re Duarte I, che morì nel 1470.
Nel 1484 Manuele, duca di Beja, divenne l'XI Gran Maestro dell'Ordine. Dal momento che la disciplina dell'Ordine stava progressivamente declinando il papa Alessandro VI commutò il precetto del celibato in quello di castità coniugale nel 1492; nel 1496 gli aderenti vennero completamente dispensati dal mantenere il celibato e dal 1505 anche dalla povertà. Già nel 1501 il papa Giulio II aveva mitigato il voto di povertà con il pagamento di una tassa corrispondente ai tre quarti delle entrate annuali che però poi aveva sollevato polemiche interne all'ordine.
Manuele I del Portogallo ottenne il titolo di Gran Maestro dal papa Leone X, che glielo conferì con la bolla Constante fide (30 giugno 1516). Il re Manuele I, successore di Giovanni II, inviò pertanto Vasco da Gama (membro dell'Ordine del Cristo) a esplorare l'Africa e l'India e già alla fine del regno di Manuele l'Ordine possedeva 454 commende nelle terre portoghesi e coloniali. Manuele inoltre predispose estensive migliorie alla sede dell'Ordine a Tomar: egli ordinò l'allargamento della chiesa del convento con l'aggiunta di una nuova e grandiosa navata centrale, il rifacimento del coro e della sacrestia, così come il rifacimento della casa capitolare. L'Ordine iniziò inoltre il proprio processo di secolarizzazione da ordine monastico a ordine statale.

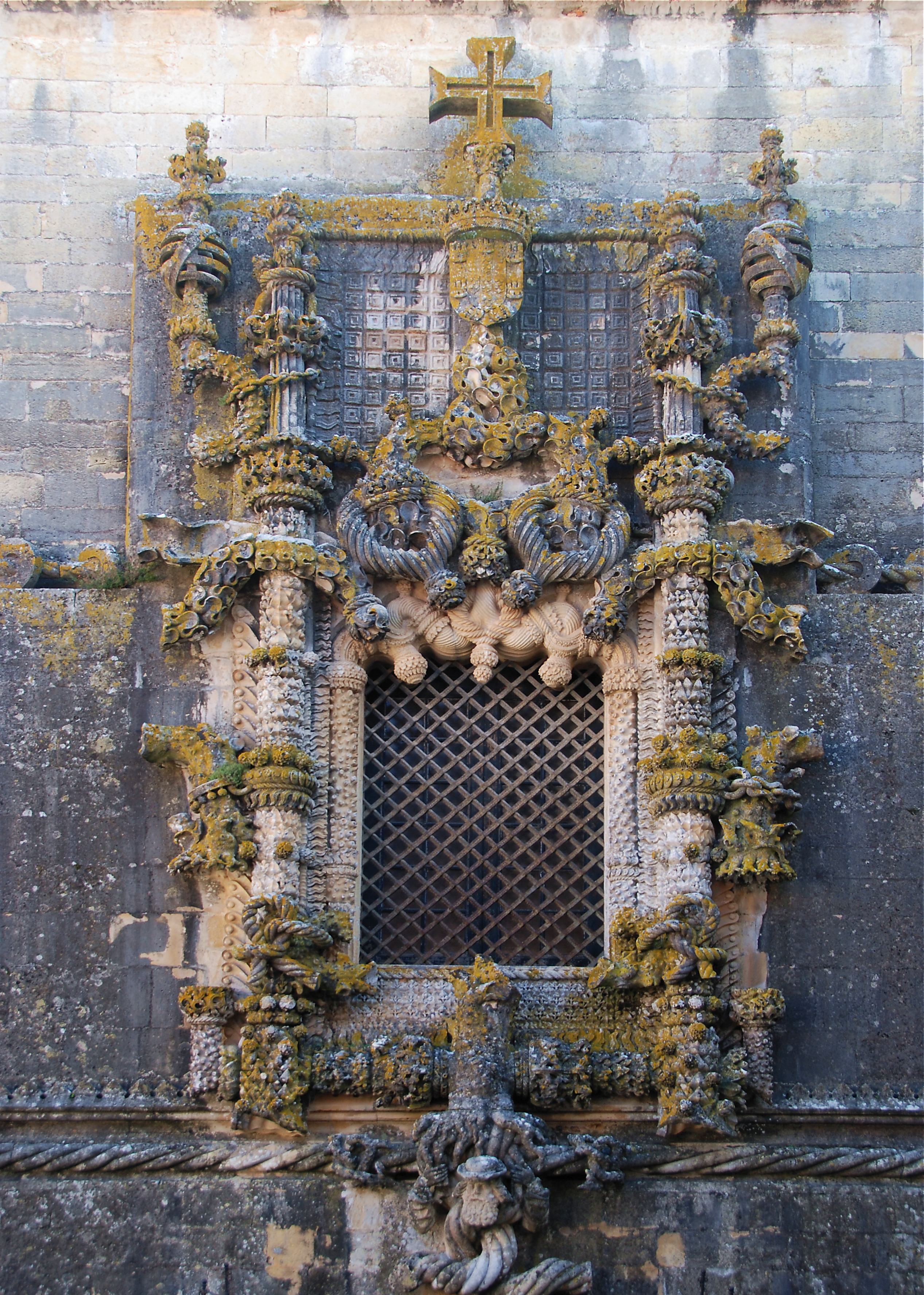
Il Convento de Cristo con la famosa e monumentale finestra del Capitolo di Manuele I realizzata da Diogo de Arruda (attorno al 1510)

Il figlio di Manuele non ottenne automaticamente i diritti di successione per governare l'ordine, e dovette pertanto richiederli al papa Adriano VI che glieli concesse con la bolla "EXIMIAE DEVOTIONIS" (14 aprile 1523). Solo dopo trent'anni Giovanni III del Portogallo riuscì a ottenere l'"Amministrazione Perpetua" dell'Ordine, il quale passò definitivamente all'amministrazione della corona portoghese per merito del papa Giulio III, che realizzò un'apposita bolla nel 1551.

### Le riforme di Giovanni III e di frate Antonio e la controriforma del re Sebastiano
Alcuni storici affermano che nel 1522 l'Ordine sia stato diviso in due filoni, di cui uno religioso sottoposto all'autorità del papa e l'altro civile sottoposto all'autorità del re del Portogallo come attualmente risultano suddivisi. Nel 1523 Giovanni III del Portogallo concesse a frate António de Lisboa (al secolo António Moniz) l'autorità e la responsabilità di riformare l'Ordine. Lo scopo della riforma era quello di rendere sempre più presente la vita religiosa tra i cavalieri dell'Ordine e i nuovi statuti vennero approvati nel 1529. Il Gran Priore venne privato del proprio incarico e a tutti i sacerdoti e i religiosi membri dell'Ordine venne richiesto di prendere residenza conventuale a Tomar, vestendo l'abito e la croce dell'Ordine. Frate António ottenne la posizione di Priore e persuase il papa Pio V a concedergli il controllo di tutti i conventi figli dell'Ordine nel 1567. Questo atto venne aspramente criticato dal re Sebastiano I il quale, rivolgendosi direttamente al pontefice, ottenne la conferma perlomeno del ruolo di Gran Maestro dell'Ordine e come tale i membri dell'Ordine vennero suddivisi in una classe civile e una classe religiosa.

### Altre riforme
Tra il 1580 e il 1640 vi fu un altro rilevante tentativo di riforma dell'Ordine. I nuovi statuti pubblicati dal capitolo a Tomar nel 1619 vennero promulgati da Filippo IV di Spagna nel 1627 il che prescrisse che le condizioni per l'ammissione all'Ordine prescrivevano la nobiltà di nascita e due anni minimi di servizio in Africa o tre nella flotta portoghese.

### La secolarizzazione dell'Ordine
Il papa Pio VI (1789) e Maria I del Portogallo fecero l'ultimo tentativo di riformare l'Ordine. Questa riforma fece del convento di Tomar, ancora una volta, il quartier generale dell'Ordine. Il sovrano continuava a mantenere la posizione di Gran Maestro dell'Ordine ma, al posto di un priore conventuale, venne ripristinato il Gran Priore dell'Ordine. Nel 1789 l'Ordine portoghese perse definitivamente il proprio carattere religioso e venne secolarizzato dalla regina Maria. Dal 1789, le candidature all'Ordine vennero stabilite in un massimo di 6 Gran Croci, 450 Commendatori ed un numero illimitato di Cavalieri. Potevano esservi ammessi unicamente i cattolici di nobili discendenza.
Nel 1834 quando il governo civile del Portogallo divenne anti-cattolico, dopo la sconfitta del re Michele del Portogallo nella guerra civile portoghese, sotto la monarchia costituzionale l'Ordine perse i propri possedimenti. L'Ordine divenne così una libera associazione e successivamente un Ordine di Merito, il che fece cessare anche tutte le prerogative dell'Ordine circa l'entrata a fare parte del medesimo e i vantaggi che se ne potevano trarre.
Nel 1910, quando la monarchia portoghese ebbe termine, la nuova repubblica abolì definitivamente tutti gli ordini cavallereschi portoghesi ad eccezione dell'Ordine della Torre e della Spada, anche se molti di questi vennero ripristinati nel 1917 alla fine della Grande Guerra, seppur come onorificenze militari con a capo il presidente della repubblica portoghese. L'ordine è tuttavia conferito dal pretendente al Trono portoghese Pedro José Folque de Mendoça Rolim de Moura Barreto Bourbon e Braganza come ordine dinastico.

## Classi
L'Ordine dispone delle seguenti classi di benemerenza a dei post nominali qui indicati tra parentesi:
- Gran Collare (GCol)
- Gran Croce (GCC)
- Grand'Ufficiale (GOC)
- Commendatore (ComC)
- Ufficiale (OC)
- Cavaliere (CavC o DamC)

| Nastri    |           |              |                 |            |              |
| Cavaliere | Ufficiale | Commendatore | Grand'Ufficiale | Gran Croce | Gran Collare |

## Insegne
- La medaglia dell'Ordine consiste in una croce detta "dell'Ordine del Cristo" smaltata di rosso avente il braccio inferiore più lungo. Sotto il periodo monarchico la classe civile riportava un'insegna simile a quella moderna ma sormontata dal Sacro Cuore di Gesù, mentre quella militare riportava una croce di Malta smaltata di rosso riportante degli scudi ovali con l'emblema del Portogallo su ciascuno dei bracci della croce, il tutto circondato da foglie di palma. Al centro stava un medaglione riportante l'insegna dell'Ordine.
- La placca dell'Ordine è composta da ventidue raggi asimmetrici smaltati per la Gran Croce e per il Grand'Ufficiale, in argento per il Commendatore. Il disco centrale, smaltato in bianco, riportava l'insegna moderna.
- Il nastro dell'Ordine è completamente rosso.

## Insigniti illustri dell'Ordine
- Jean Baptiste Bessieres (anche dell'Ordine di Santiago)
- Vasco da Gama (anche dell'Ordine di Santiago)
- Enrico il Navigatore
- João Gonçalves Zarco
- Bartolomeu Dias
- Infanta Beatrice, duchessa di Viseu
- Manuele I (Gran Maestro)
- Jácome Ratton
- Pedro Álvares Cabral
- Tomé de Sousa
- Ferdinando Magellano (anche dell'Ordine di Santiago)
- Tutti i re del Portogallo, Brasile ed Algarve da Manuele I in poi.
- Jean Lannes (generale francese che combatté durante le guerre napoleoniche)

## Patrimonio sotto la protezione dell'Ordine
- Convento dell'Ordine di Cristo
- Torre di Belém
- Castello di Almourol
- Castello di Folgosinho
- Castello di Nisa
- Castello di Montalvão
- Castello di Mogadouro
- Castello di Penas Roias
- Castello di Penha Garcia
- Castello di Pombal
- Castello di Rosmaninhal
- Castello di Segura
- Castello di Soure
- Castello di Tomar
- Castello di Zêzere

San Paolo, città fondata nel 1554.

- Sagres (dove il principe Enrico fondò la scuola di cosmografia e navigazione)
- Città di San Paolo